# Pierre Pagès-Duport
Pierre Pagès-Duport est un homme politique français né le 25 octobre 1823 à Albas (Lot) et mort le 13 mars 1884 à Paris 9e.

## Biographie
Journaliste dans la presse monarchiste, il est aussi agent de change. Il est député du Lot de 1871 à 1876 et siège à l'extrême droite puis à droite. Il est inscrit à la réunion des Réservoirs puis à la réunion Colbert. 